# Trinchesia reflexa
Trinchesia reflexa is een slakkensoort uit de familie van de Trinchesiidae. De wetenschappelijke naam van de soort is voor het eerst geldig gepubliceerd in 1977 door Miller.